# Duty Now for the Future
Duty Now For The Future é o segundo álbum de estúdio da banda de rock americana Devo, lançado em 1979 pela Warner Records. Produzido por Ken Scott, o álbum foi gravado entre setembro de 1978 e início de 1979 no Chateau Recorders em Hollywood. A maioria das canções do álbum foram tocadas no set ao vivo de Devo já em 1976.

## Contexto
A maioria das faixas do álbum já havia sido escrita e tocada ao vivo antes do lançamento do primeiro álbum da banda, Q. Are We Not Men? A. We Are Devo!. A primeira música, "Smart Patrol", foi lançada ao vivo em abril de 1975. Na época, Devo era um quarteto formado pelo baixista Gerald Casale, tecladista Mark Mothersbaugh, guitarrista Bob Mothersbaugh, e percussionista Jim Mothersbaugh. A formação do quarteto é apresentada em The Truth About De-Evolution, um curta-metragem do grupo que apresenta uma gravação inicial de "Secret Agent Man".
Em dezembro de 1976, o grupo formou a formação de quinteto encontrada neste álbum, substituindo Jim Mothersbaugh por Alan Myers e apresentando o multi-instrumentista Bob Casale. A essa altura, o grupo estava apresentando "Clockout", "Timing X" e "Blockhead" ao vivo. "Clockout" e "Timing X" foram escritos por Gerald Casale e Mark Mothersbaugh, respectivamente, enquanto Bob e Mark co-escreveram "Blockhead". "Clockout", em particular, aproveitou essa formação expandida e contou com Bob Casale no baixo, papel que Gerald normalmente faria.
Deste período até março de 1977, o grupo se apresentou regularmente em um local chamado Crypt e filmou parte de um pequeno documentário sobre a banda lá, que apresentava "Devo Corporate Anthem" durante o cartão de título do filme. Também no documentário está um pequeno trecho de "Mr. DNA".
Em dezembro de 1977, o grupo mudou-se de Akron, Ohio para a Califórnia, onde já havia começado a gravar seu primeiro álbum. Naquele mês, eles se apresentaram no Max's Kansas City em Nova York e estrearam as composições dos irmãos Mothersbaugh "Wiggly World" e "Pink Pussycat".
A música "Red Eye" foi tocada pela primeira vez ao vivo como bis da turnê Q: Are We Not Men em outubro de 1978. Possui o mascote Devo Booji Boy (Mark Mothersbaugh) nos vocais principais. De 1976 a 1977, o grupo escreveu principalmente canções para teclado, guitarra solo, guitarra base, baixo e bateria, mas canções mais recentes do álbum como "Red Eye", "SIB" e "The Day My Baby Gave Me a Surprize". " eram mais baseados em teclado. Os vídeos ao vivo e promocionais dessas músicas apresentam três conjuntos de teclados, uma guitarra elétrica e uma bateria.

## Composição
Tanto Duty Now for the Future quanto seu predecessor, Q. Are We Not Men? A. We Are Devo!, continha material de um acúmulo de canções que a banda havia escrito entre 1974 e 1977. Embora a seleção de músicas para ambos os álbuns tenha sido planejada com antecedência, isso mudou quando Mark Mothersbaugh trouxe algumas novas composições para as sessões do segundo álbum e decidiu abandonar algumas das canções escolhidas anteriormente. Bob Mothersbaugh afirmou mais tarde que as novas canções eram "The Day My Baby Gave Me a Surprize", "SIB (Swelling Itching Brain)" e "Triumph of the Will", acrescentando: "Estivemos em turnê extensivamente após o primeiro álbum; talvez corremos para lançar outro álbum." Em uma entrevista de 2015, Casale disse que, em retrospecto, sentiu que o novo material "estava meio que ainda incubando e provavelmente não estava pronto".
"Devo Corporate Anthem" e o vídeo que o acompanha foram uma referência ao filme Rollerball de 1975, no qual os jogos são precedidos por jogadores e o público em pé solenemente enquanto ouve um "hino corporativo" regional. "Triumph of the Will" leva o título do documentário de Leni Riefenstahl de mesmo nome que cobre os comícios de Nuremberg, embora seu assunto diga respeito ao desejo e não a questões políticas. O historiador musical Andy Zax afirmou que, "Na superfície, 'The Day My Baby Gave Me a Surprize' parece uma das composições pop mais alegres e animadas de Devo, mas um olhar mais atento revela coisas peculiares escondidas por baixo."  O cover da banda de "Secret Agent Man" de Johnny Rivers apresenta um raro vocal principal de Bob Mothersbaugh.

## Produção e gravação
Duty Now for the Future foi produzido por Ken Scott. Como Brian Eno, que produziu o álbum de estreia de Devo, Q. Are We Not Men? A. We Are Devo!, Scott também trabalhou com David Bowie, principalmente nos discos The Rise and Fall of Ziggy Stardust and the Spiders from Mars (1972) e seu sucessor, Aladdin Sane (1973). Scott elogiou a banda, alegando que eles eram "bastante profissionais no estúdio" e que ele "adorou cada minuto".
A gravação do álbum começou em setembro de 1978, um mês após o lançamento de seu primeiro álbum. Scott discutiu seu papel nas gravações e como Devo o escolheu para o álbum: "Eu considero meu trabalho representar a atuação da melhor maneira possível, da maneira que ELES desejam ser percebidos. Eu odeio quando faço parte da equação final. O ato foi assinado por seu talento, não meu. Eu só queria que o pessoal moderno de A&R visse as coisas dessa maneira. Sei que me escolheram por causa dos discos de Bowie que fiz, mas não sei se foi uma recomendação direta do Sr. Jones. Devo sempre quis aprender. É por isso que eles trabalharam com cada produtor apenas uma vez. Pegaram o que precisavam e tempo para seguir em frente."
Duty Now for the Future encontrou a banda trazendo sintetizadores mais para a frente do que antes. Além disso, os sons da guitarra eram frequentemente manipulados; em uma entrevista de 1979 para a revista BAM, Casale afirmou: "Uma guitarra só pode fazer o que uma guitarra faz. É como apenas uma pequena peça de um sintetizador. Neste álbum, fizemos muito mais com as guitarras também. Às vezes você não sabe que são guitarras." De acordo com Scott, para gravar o solo de "Secret Agent Man", eles "sobrecarregaram os amplificadores de microfone e alimentaram o sinal por meio de fones de ouvido que foram presos ao microfone".
No entanto, anos depois, vários membros da banda expressaram insatisfação com o som do álbum. Jerry Casale afirmou que "Scott queria algo processado. Queríamos algo agressivo." Bob Mothersbaugh sentiu que Scott não entendia as "ideias e visão" da banda. Mark Mothersbaugh lembrou que, na época, pensou que Scott havia destruído o álbum; a maioria das faixas foi escrita para ser tocada ao vivo e, embora o grupo quisesse recriar esse som, Scott queria enfatizar as qualidades compactas e robóticas de Devo, gravando o álbum um instrumento de cada vez e tocando em uma Click track. No final das contas, Mothersbaugh sentiu que os resultados não foram tão satisfatórios quanto tocar o material na turnê seguinte. No entanto, Casale afirmou mais tarde que Mothersbaugh, que adorava sintetizadores, já queria afastar a banda das guitarras, e que Scott explorou isso.
A banda foi excluída do processo de mixagem final, com Casale posteriormente afirmando que eles "mal sabiam como soava insosso" e que, na maioria das vezes, Scott não aceitava sugestões.

## Capa
A capa do álbum foi desenhada por Janet Perr, baseada em um conceito de Devo.  Códigos de produtos universais (ou "códigos de barras") eram um fenômeno novo na época e a banda criou um código de barras falso satírico para a capa.  A capa também apresentava um cartão postal perfurado, que de acordo com Mark Mothersbaugh era "uma obra de arte que você poderia levar embora, uma capa de álbum reaproveitada".  Embora a Warner Bros originalmente tenha rejeitado a ideia, dizendo que era muito proibitiva em termos de custo, Devo instruiu a gravadora a usar o próprio dinheiro da banda para pagar por isso.  O logotipo "Science Boy" originou-se de um panfleto de ciência que a banda encontrou no final dos anos 1970 em sua cidade natal, Akron, Ohio.  Depois de usá-lo pela primeira vez em um item promocional para a Virgin Records, a banda foi contatada pela organização original que havia usado a imagem como logotipo, o que resultou na aquisição dos direitos da banda. 
A fotografia da banda foi tirada pelo fotógrafo Allan Tannenbaum para o Soho Weekly News na cidade de Nova York. Foi usado na capa do álbum simplesmente tirando-o da primeira página do jornal exatamente nas mesmas dimensões, sem o conhecimento do fotógrafo. Quando descobriu isso, entrou em contato com a gravadora e foi pago pelo uso. [carece de fontes?]
A capa interna incluía as letras de todas as canções impressas em um único bloco de texto impresso de perto. A manga também trazia um endereço de West Hollywood de onde se podia solicitar informações e notícias sobre a banda. Além disso, um endereço foi incluído para permitir que os compradores solicitem uma cópia do videocassete Devo-vision da Time Life. Esta fita nunca foi realmente disponibilizada pela Time Life e alguns anos depois foi lançada com o título The Men Who Make the Music via Warner Home Video. [carece de fontes?]

## Divulgação
Devo produziu um videoclipe para este álbum. "O dia em que meu bebê me deu uma surpresa" combinou animação com efeitos de Chroma key da apresentação da banda. Neste vídeo, Devo usava principalmente camisas e calças brancas e óculos 3D prateados. Também digno de nota é a aparição de Alex Mothersbaugh, filha do guitarrista Bob Mothersbaugh. Mais tarde, Alex apareceria na contracapa do álbum de Devo de 1984, Shout.
Um pequeno clipe da banda em posição de sentido e depois saudando foi filmado para acompanhar "Devo Corporate Anthem" e foi usado na apresentação do show.

## Recepção
| Críticas profissionais   | Críticas profissionais |
| Avaliações da crítica    | Avaliações da crítica  |
| Fonte                    | Avaliação              |
| ------------------------ | ---------------------- |
| AllMusic                 | [ 33 ]                 |
| Christgau's Record Guide | B−                     |
| The Daily Vault          | A                      |
| Pitchfork                | 6.6/10                 |
| Smash Hits               | 6/10                   |

### Comercial
Duty Now for the Future esteve nas Paradas da Billboard por 10 semanas, chegando ao número 73. No Canadá, o álbum alcançou a posição 87.

### Crítica
Dave Marsh, escrevendo na Rolling Stone, condenou o álbum, sentindo que "o amadorismo inspirado funciona apenas quando os músicos aspiram a algo melhor." Robert Christgau, do The Village Voice, criticou o lado um como "horrível" e "rock de arena", mas sentiu que "The Day My Baby Gave Me a Surprize" e "Secret Agent Man" eram "tão brilhantes quanto qualquer coisa na estreia, e o arranjos oferecem sua parcela de surpresas." Red Starr do Smash Hits o descreveu como "inexpressivo", mas observou que a "mudança de estilo definitivamente cresce em você". Eles continuaram dizendo que, embora o álbum fosse mais acessível, "faltava a magia maluca de antigamente". Scott Isler, da Trouser Press, afirmou que o álbum "não marca tantos alvos quanto o primeiro, mas inclui dois hinos de mal-estar, 'Blockhead' e 'SIB (Swelling Itching Brain)'", e notou os "sinais perturbadores" da banda de portentoso".
Em uma revisão retrospectiva para AllMusic, o revisor Mark Deming opinou que o álbum "captura o grupo em meio a uma mudança estilística significativa", enquanto afirma que "Triumph of the Will" "abraça o fascismo como um alvo satírico sem se preocupar em fazê-lo soar como se eles desaprovassem."

## Lista de Faixas
| Lado Um |                                                       |         |  |
| N.º     | Título                                                | Duração |  |
| 1.      | "Devo Corporate Anthem" (Mark Mothersbaugh)           | 1:16    |  |
| 2.      | "Clockout" (Gerald Casale)                            | 2:48    |  |
| 3.      | "Timing X" (Mark Mothersbaugh)                        | 1:13    |  |
| 4.      | "Wiggly World" (Bob Mothersbaugh, Gerald Casale)      | 2:45    |  |
| 5.      | "Blockhead" (Bob Mothersbaugh, Mark Mothersbaugh)     | 3:00    |  |
| 6.      | "Strange Pursuit" (Gerald Casale, Mark Mothersbaugh)  | 2:45    |  |
| 7.      | "S.I.B. (Swelling Itching Brain)" (Mark Mothersbaugh) | 4:27    |  |

| Lado Dois      |                                                                             |         |  |
| N.º            | Título                                                                      | Duração |  |
| 1.             | "Triumph of the Will" (Mark Mothersbaugh, Gerald Casale)                    | 2:19    |  |
| 2.             | "The Day My Baby Gave Me a Surprize" (Mark Mothersbaugh)                    | 2:48    |  |
| 3.             | "Pink Pussycat" (Mark Mothersbaugh, Bob Mothersbaugh)                       | 3:12    |  |
| 4.             | "Secret Agent Man" (P. F. Sloan, Steve Barri; arranjos: Mark Mothersbaugh)  | 3:37    |  |
| 5.             | "Smart Patrol"/"Mr. DNA" (Gerald Casale / Gerald Casale, Mark Mothersbaugh) | 6:06    |  |
| 6.             | "Red Eye" (Mark Mothersbaugh, Gerald Casale)                                | 2:50    |  |
| 7.             | "S.I.B. (Swelling Itching Brain)" (Mark Mothersbaugh)                       | 4:27    |  |
| Duração total: | Duração total:                                                              | 38:56   |  |

(1993) Duty Now for the Future / New Traditionalists - Virgin Records - faixa bônus:
| N.º | Título                                       | Duração |  |
| 14. | "Working in the Coal Mine" (Allen Toussaint) | 2:53    |  |

(1995) Infinite Zero Archive - American Recordings - faixas bônus :
| N.º | Título                                                             | Duração |  |
| 14. | "Soo Bawlz" (Mark Mothersbaugh)                                    | 2:24    |  |
| 15. | "Penetration in the Centrefold" (Mark Mothersbaugh, Gerald Casale) | 2:28    |  |

(2010) Warner Bros. - faixas bônus do CD:
| N.º | Título                                                                            | Duração   |  |
| 14. | "General Boy Visits Apocalypse Now" (Mark Mothersbaugh, Gerald Casale)            | Soo Bawlz |  |
| 15. | "Penetration in the Centrefold" (Mark Mothersbaugh)                               | 2:22      |  |
| 16. | "Be Stiff (Stiff Version)" (Gerald Casale, Bob Lewis)                             | 2:43      |  |
| 17. | "Penetration in the Centrefold" (Mark Mothersbaugh, Gerald Casale)                | 2:28      |  |
| 18. | "Secret Agent Man (Live)" (P. F. Sloan, Steve Barri; arranjos: Mark Mothersbaugh) | 3:21      |  |

## Ficha Técnica
Créditos adaptados do encarte do CD Pioneers Who Got Scalped: The Anthology:

### Devo
- Mark Mothersbaugh – vocais, teclados, guitarra
- Gerald Casale – vocais, baixo, teclados
- Bob Mothersbaugh – guitarra solo, vocais; vocais principais em "Secret Agent Man"
- Bob Casale – guitarra base, teclados, vocais
- Alan Myers – bateria

Créditos adaptados do encarte do álbum original: 

### Técnica
- Ken Scott – produtor, engenheiro
- Brian Leshon – engenheiro assistente
- Phil Jost – engenheiro assistente
- Bernie Grundman – masterização
- Janet Perr – arte da capa
- Devo Inc. – conceito gráfico, design de embalagens
- Yale Greenfield – produção de poeira

## Tour
Começando apenas algumas semanas após a conclusão da turnê mundial anterior do grupo, a turnê Duty Now foi significativamente mais curta e cobriu apenas os Estados Unidos e o Canadá.
Como em todas as turnês do DEVO, o show abriu com uma exibição de seu curta-metragem The Truth About De-Evolution, bem como os vídeos promocionais de "Satisfaction", "Come Back Jonee" e o então recém-filmado "The Day My Baby Gave Me a Surprize". O resto do show foi estruturado em duas metades, a primeira metade consistindo inteiramente em material do novo álbum, canções inéditas (como uma versão inicial de "Going Under") e singles. Durante esta metade, o grupo vestiu-se com camisas brancas com calças cinza e óculos estilo viseira prateada. Após essa metade, passaria um curta-metragem (aparecendo posteriormente em The Men Who Make the Music), no qual uma disputa com a gravadora os faz voltar aos trajes amarelos de radiação.

Após a conclusão do curta-metragem, o grupo voltou ao palco vestidos com seus clássicos trajes anti-radiação. A segunda metade do show foi uma versão abreviada de Are We Not Men?, em que os ternos amarelos seriam arrancados até a apresentação de "Jocko Homo". Como bis, Booji Boy cantou duas canções: "In Heaven Everything Is Fine", do filme Eraserhead, seguida pela inédita "One That Gets Away".